# Науково-дослідний інститут хімічних продуктів
Державний науково-дослідний інститут хімічних продуктів — науково-дослідний інститут України, який спеціалізується на розробці рецептур вибухових речовин та порохів, технологій їхнього виробництва, проектуванні нестандартного обладнання для виробництва різноманітних видів пороху й вибухових речовин, а також виконує роботи з проектування, розробки й утилізації боєприпасів.
Інститут має лабораторію контролю якості сировини й матеріалів, які застосовуються при виробництві вибухових речовин і порохів.
Входить до переліку підприємств, які мають стратегічне значення для економіки й безпеки України.

## Історія

### 1969—1991
Філіал Казанського НДІ хімічних продуктів (НДІХП) в Шостці був створений в листопаді 1969 року у відповідності до указу міністерства машинобудування СРСР. Серед перших завдань, які були поставлені перед співробітниками інституту, — створення технологічного обладнання з виробництва артилерійських боєприпасів, порохів, метальних снарядів. Першим директором інституту було призначено кандидата технічних наук А. М. Мальчева.

### Після 1991
З 1996 року ДНДІХП розробляє технології утилізації боєприпасів.
В серпні 1997 року НДІ було включено до переліку підприємств, які мають стратегічне значення для економіки й безпеки України.
У вересні 2000 року НДІ отримав пільги з оподаткування.
З 2002 року НДІ був залучений до участі в програмі утилізації надлишків боєприпасів збройних сил України, яка фінансувалася Агенцією обслуговування й забезпечення НАТО (англ. NATO Maintenance and Supply Agency, NAMSA) з коштів трастового фонду НАТО.
Станом на початок 2008 року, інститут:
- виробляв 30-мм постріли ВОГ-17М з осколковою гранатою, димові гранати ГД-1 й ГД-2[1]
- мав лінії виробництва піроксилінових порохів[ru], регенерації розчинників й отримання ефіру[1]

В березні 2009 року ДНДІХП освоїв виробництво травматичних набоїв 9 мм РА з кулею з пластикату з направлених на утилізацію набоїв 7,62 × 25 мм ТТ. Виготовлювані набої отримали маркування «МАС 9 мм РА».
В 2010 році основним напрямком діяльності НДІ було виконання замовлень по роботі з боєприпасами й виробами військового призначення (при цьому, 30 % від обсягів виконаних робіт складали роботи з утилізації боєприпасів — НДІ було доручено знищення рушійних частин 104 ракет ракетних комплексів 2К6 Луна).
Після створення в грудні 2010 року державного концерну «Укроборонпром», ДНДІХП було включено до його складу.
В листопаді 2011 року керівництво ДК «Укроборонпром» оголосило про намір розробити програму реструктуризації підприємств оборонно-промислового комплексу України, розташованих в Шостці з метою створення компанії з розробки й виробництва боєприпасів й вибухових речовин (в склад якої було запропоновано включити Шосткинський казенний завод «Зірка», Шосткинський казенний завод «Імпульс» й ДНДІХП). Програму реструктуризації передбачалося розробити до 15 березня 2012 року.
До весни 2012 року господарське становище ДНДІХП виявилося невтішним.
В лютому 2013 року за рішенням господарського суду Сумської області з НДІ було стягнуто 2,9 млн. гривень в зв'язку з невідповідним виконанням контракту з виготовлення продукції військового призначення для міністерства оборони України.

### Після 2014
Навесні 2014 року управління Державної фінансової інспекції в Сумській області здійснило перевірку діяльності ДНДІХП, в ході якої були виявлені порушення на суму 580 тис. гривень, за результатами перевірки 12 співробітників інституту було притягнуто до адміністративної відповідальності.
Співробітники НДІ займалися вивченням процесів, які виникають під час довготривалого зберігання боєприпасів за недотримання умов їх зберігання. Загалом, тільки за перші 45 років діяльності, з 1969 до кінця листопада 2014 року співробітники ДНДІХП отримали більше 450 авторських свідоцтв, 197 винаходів були впроваджені в виробництві.
Після початку бойових дій на сході України ДНДІХП й ДККБ «Луч» виконали дослідження можливості збільшення терміну служби 100-мм пострілів ЗУБК10 з протитанковою керованою ракетою 9М117 «Кастет» радянського виробництва, які збереглися на складах української армії..
14 липня 2015 року заступник директора ДК «Укроборонпром» Ю. Пащенко повідомив в інтерв'ю, що виробництво тих компонентів високоточних боєприпасів, які раніше виготовляв Донецький казенний завод хімічних виробів, відновлено на виробничих потужностях ДНДІХП.
29 липня 2016 року прес-служба ДК «Укроборонпром» оприлюднила повідомлення, що за останні три роки ДНДІХП була виконана утилізація більше 5 тис. тонн боєприпасів.
Наприкінці липня 2017 року на полігоні в Чернігівській області під час демонстрації нових розробок концерну Укроборонпром було продемонстровано нову розробку ДНДІХП — РПВ-16.
В березні 2021 року директор дивізіону високоточних озброєнь і боєприпасів ДК «Укроборонпром» Андрій Артюшенко повідомив, на завершальній стадії знаходиться підготовка до дослідного виробництва порохів та метальних зарядів нового типу. Вже в 2021 році заплановано перейти на власне виробництво на цих фондах піроксилінових порохів в обсязі 20 тонн на рік, що має задовільнити нагальну потребу Збройних Сил України. Також виробництво піроксилінових порохів буде відновлене на КП Шосткинський казенний завод «Зірка».